# Quintanaentello
Quintanaentello ist ein spanischer Ort in der Provinz Burgos der Autonomen Gemeinschaft Kastilien und León. Der Ort gehört zur Gemeinde Valle de Valdebezana. Quintanaentello ist über die Straße N-232 zu erreichen. Der Ort liegt 95 Kilometer nördlich der Provinzhauptstadt Burgos.

## Sehenswürdigkeiten
- Barocke Kirche San Miguel